# Afanasij Matiuszenko
Afanasij Nikołajewicz Matiuszenko (ukr. Афанасий Николаевич Матюшенко), w źródłach ukraińskich Panas Mykołajowycz Matiuszenko (ur. 2 maja?/14 maja 1879 w Dergaczach, zm. 20 października?/2 listopada 1907 w Sewastopolu) – marynarz Floty Czarnomorskiej, przywódca buntu marynarzy pancernika „Potiomkin” podczas rewolucji 1905 r.

## Życiorys

### Pochodzenie i wczesne życie
Pochodził z chłopskiej rodziny z guberni charkowskiej. Jako dziecko uczył się w szkole cerkiewno-parafialnej, jednak jako dwunastolatek musiał przerwać naukę i podjąć pracę szewca, by pomóc w utrzymaniu rodziny, jako że jego ojciec popadł w alkoholizm. W wieku lat piętnastu opuścił rodzinną wioskę i udał się w poszukiwaniu pracy do Charkowa. Najpierw pracował jako dozorca, następnie jako nafciarz w lokomotywowni. W środowisku robotników kolejowych zetknął się z ideami antycarskimi i bliskimi socjalizmowi. Pracując w Charkowie, regularnie odwiedzał rodzinę w Dergaczach. Podczas jednej z wizyt starsi mieszkańcy wsi zadenuncjowali go policji, wiedząc o jego antycarskich poglądach. Matiuszenko zdołał jednak zbiec. Nie mogąc wrócić do Charkowa, wyjechał do Odessy, gdzie podjął pracę w porcie. Następnie zaciągnął się jako węglarz na statek płynący do Władywostoku. W tymże mieście, po dotarciu do celu, pozostał na dwa lata, pracując jako zastępca maszynisty. W 1898 r. zdecydował się na powrót do Dergaczy. Po spotkaniu z rodziną udał się do Rostowa nad Donem. Tam podjął pracę jako doker i wstąpił do marksistowskiego koła dyskusyjnego, którym kierował socjaldemokrata Władimir Pietrow. Był szczerym przeciwnikiem caratu, pełnym poczucia krzywdy z racji położenia chłopów i robotników, nie zdecydował się jednak na wstąpienie do żadnej partii rewolucyjnej.

### Służba we Flocie Czarnomorskiej. Bunt na pancerniku „Potiomkin”
W 1900 r. otrzymał powołanie do armii i został skierowany do służby we Flocie Czarnomorskiej, trwającej według ówczesnych przepisów siedem lat. W ramach przeszkolenia ukończył kurs obsługi urządzeń torpedowych, zaś w 1902 r. otrzymał dyplom kwatermistrza i został zamustrowany na pancernik „Potiomkin”, jeszcze przed ukończeniem jego budowy. Oczekując na zwodowanie pancernika, Matiuszenko służył na statku „Polarnaja Zwiezda”, prywatnym jachcie cara Mikołaja II.
We Flocie Czarnomorskiej Matiuszenko tworzył nielegalne rewolucyjne kółka dyskusyjne. Osobiście kolportował rewolucyjne ulotki i nawiązał kontakt z antycarskimi partiami obecnymi w Sewastopolu. Podczas gdy organizacje socjaldemokratyczne, które również starały się docierać do marynarzy, postulowały głównie podwyższenie marynarskiego żołdu, zapewnienie lepszej żywności, skrócenie służby wojskowej i zniesienie skomplikowanej tytulatury obowiązującej w kontaktach z oficerami, Matiuszenko był w poglądach bardziej radykalny. Dążył do wywołania bezpośredniego antycarskiego buntu we flocie. Na pokładzie „Potiomkina” cieszył się ogromnym autorytetem marynarzy, ustępując pod tym względem jedynie swojemu przyjacielowi Grigorijowi Wakulenczukowi.
W końcu maja 1905 r. Matiuszenko wziął udział w tajnym spotkaniu Centralki – marynarskiej organizacji rewolucyjnej, na Kurhanie Małachowa w Sewastopolu. Centralkę stworzyli zimą 1904/1905 r. marynarze Floty Czarnomorskiej sympatyzujący z Socjaldemokratyczną Partią Robotniczą Rosji oraz z Partią Socjalistów-Rewolucjonistów. Struktura funkcjonowała ponad podziałem partyjnym i niezależnie od cywilnych organizacji obu partii. Podczas zebrania Matiuszenko wzywał do natychmiastowego wszczęcia powstania w całej Flocie Czarnomorskiej, wskazując na powszechne niezadowolenie marynarzy po klęsce pod Cuszimą. Rozpoczęcie powstania zaplanowano na  8/21 czerwca 1905 r., podczas planowanych manewrów Floty Czarnomorskiej a jego centrum miał być reprezentacyjny okręt flagowy Floty – pancernik „Rostisław”. Jednak dzień po zebraniu konspiratorów kapitan „Potiomkina” Jewgienij Golikow zapowiedział, że okręt wypłynie z portu w Sewastopolu przed innymi. Matiuszenko poprosił wówczas Centralkę o zgodę na niezwłoczne wszczęcie buntu na pokładzie „Potiomkina” i uzyskał zgodę. Matiuszenko i Wakulenczuk, także działacz Centralki, planowali, że zrewoltowani marynarze przejmą kontrolę nad okrętem, następnie zawiadomią inne jednostki floty, a gdyby ich załogi nie chciały dołączyć do buntu, „Potiomkin” miał otworzyć do nich ogień. W załodze „Potiomkina” większość stanowili marynarze pełniący służbę od niedawna, lojalni wobec caratu lub niemający sprecyzowanych poglądów. Inni nie chcieli walczyć przeciwko carowi, wierząc, że to nie on był winien ich ciężkiego położenia. Z rewolucją sympatyzowało około 200 marynarzy w 673-osobowej załodze.
14/27 czerwca załoga „Potiomkina” odkryła, że mięso, którego zamierzano użyć do przygotowania barszczu dla marynarzy, było zepsute i zarobaczone. Marynarze odmówili spożycia posiłku. Starszy oficer Ippolit Gilarowski zażądał wydania prowodyrów protestów, zapowiadając, że marynarze, którzy nie będą jeść barszczu, zostaną rozstrzelani. Krwawą rozprawę z buntownikami zapowiedział też kapitan Nowikow. Matiuszenko i Wakulenczuk wezwali wówczas do otwartego wystąpienia przeciwko oficerom. Gilarowski dwukrotnie strzelił do Wakulenczuka, raniąc go śmiertelnie. Chwilę później Matiuszenko zastrzelił Gilarowskiego i z okrzykiem "Dość tego niewolnictwa!" wezwał pozostałych marynarzy do opanowania okrętu. Tego samego dnia zrewoltowani marynarze zabili również kapitana okrętu Nowikowa, lekarza okrętowego Smirnowa i pięciu innych oficerów.
Zbuntowani marynarze wybrali Matiuszenkę na przewodniczącego komitetu ludowego, który miał dowodzić okrętem. Matiuszenko zapowiedział, że bunt będzie początkiem ogólnorosyjskiej rewolucji. „Potiomkin” skierował się do Odessy, gdzie rewolucyjne protesty, strajki i wystąpienia trwały już w poprzednich dniach. Odescy rewolucjoniści przekonywali Matiuszenkę, by uzbrojeni marynarze wspólnie z robotnikami przeprowadzili szturm na miasto i opanowali je. Matiuszenko chciał jednak trzymać się pierwotnego planu wzniecenia powstania całej Floty Czarnomorskiej. Ostatecznie wieczorem 15/28 czerwca załoga „Potiomkina” jedynie obserwowała zamieszki w mieście, starcia uliczne, a następnie pacyfikację demonstracji i wielki pożar dzielnicy portowej, celowo wzniecony przez policję.
Plan wzniecenia powstania w całej Flocie nie powiódł się. Zrewoltowana załoga, widząc, iż pozostała osamotniona, postanowiła wziąć kurs na Rumunię i dopłynąć do portu w Konstancy. Matiuszenko, nie chcąc rezygnować z walki z caratem, początkowo nie chciał się na to zgodzić. Uznał jednak, że w Rumunii marynarze mogliby uzupełnić zaopatrzenie i zapasy paliwa, po czym ponownie podjąć walkę. W Konstancy Matiuszenko odmówił poddania lub sprzedaży „Potiomkina”. Przekonał marynarzy, by odpłynąć do Teodozji, skoro władze rumuńskie nie pozwoliły im na zakup węgla i prowiantu. Matiuszenko odrzucił możliwość kapitulacji, chociaż władze rumuńskie zobowiązywały się zwolnić po niej marynarzy i pozwolić im udać się w dowolne miejsce. Matiuszenko zamierzał w Teodozji zejść na ląd, następnie udać się do Batumi i dołączyć do tamtejszych socjalistów. Nadal wierzył, że rewolucjoniści będą zdobywać kolejne miasta i ostatecznie zmuszą cara do abdykacji. Również w Teodozji marynarze nie otrzymali zgody na zakup węgla i żywności. Widząc, że władze rosyjskie są zdecydowane spacyfikować bunt za wszelką cenę, Matiuszenko i pozostała załoga ponownie obrali kurs na Konstancę. Tam, otrzymawszy obietnicę, iż nie zostaną wydani Rosji, marynarze skapitulowali.

### Emigracja i powrót do Rosji
Razem z Aleksandrem Kowalenką, oficerem, który przeszedł na stronę buntowników i odeskim rewolucjonistą Konstantinem Feldmanem Afanasij Matiuszenko natychmiast po opuszczeniu okrętu udał się do Bukaresztu. Rok 1906 przeżył w Rumunii, podróżował również do Szwajcarii, gdzie spotykał się z rosyjskimi rewolucjonistami-emigrantami z różnych organizacji, m.in. z Leninem i Gieorgijem Gaponem. Środowisko emigrantów rozczarowało go, nieustanne spory teoretyczne między partiami socjalistycznymi uważał za jałowe i bezsensowne. W Rumunii żył w domu pisarza Zamfira Ralli-Arborego, organizował też spotkania dawnych marynarzy z pancernika „Potiomkin” i snuł plany wznowienia działalności rewolucyjnej w Rosji. Planował zorganizować spisek i zamordować głównodowodzącego Floty Czarnomorskiej adm. Grigorija Czuchnina, bezwzględnego wobec zbuntowanych marynarzy. 
Na początku 1906 r. policja rumuńska zatrzymała Matiuszenkę za propagowanie socjalistycznych materiałów propagandowych. Następnie odebrano mu prawo pobytu w Rumunii i odstawiono na granicę z Austro-Węgrami. Stamtąd Matiuszenko wyjechał do Szwajcarii, a następnie do Francji. Tam również nie pozwolono mu pozostać, toteż udał się najpierw do Londynu, a następnie do Stanów Zjednoczonych. W Nowym Jorku pracował w fabryce Singera i obracał się w kręgach rosyjskich emigrantów o rewolucyjnych poglądach. W końcu 1906 r. wrócił do Francji. Tam zbliżył się do anarchosyndykalistów. W styczniu 1907 r. rozpoczął przygotowania do powrotu do Rosji, pragnąc ponownie włączyć się w walkę z caratem. W maju, z fałszywym paszportem, ruszył w drogę. Ostatecznie przebrany za rybaka, przekroczył nielegalnie granicę rumuńsko-rosyjską. W końcu czerwca 1907 r. dotarł do Odessy, gdzie wziął udział w spotkaniu z miejscowymi rewolucjonistami. Ochrana śledziła go jeszcze za granicą, zaś w Odessie budynek, gdzie spotkali się działacze socjalistyczni, był pod policyjną obserwacją. Agenci zatrzymali Matiuszenkę w Mikołajowie, dokąd udał się dalej. Policja szybko zorientowała się, że jego dokumenty na nazwisko Fiedorienko są sfałszowane, a zatrzymany jest w rzeczywistości przywódcą powstania na „Potiomkinie”.
W końcu września Matiuszenko został osadzony w więzieniu w Sewastopolu, zaś w październiku postawiony przed sądem wojskowym, który sądził go za zabójstwo oficera podczas buntu. Skazany na śmierć, zrezygnował z prawa do apelacji. Został stracony przez powieszenie na terenie sewastopolskiej twierdzy i pochowany w tajemnicy, obok marynarzy poległych podczas tłumienia powstania sewastopolskiego.

## Upamiętnienie
Obelisk ku czci Matiuszenki znajduje się w Dergaczach na miejscu jego rodzinnego domu. Ulicę, przy której dom się znajdował, również nazwano jego imieniem, a w miejscowości otwarto muzeum Matiuszenki. Ulice jego imienia istnieją w Sewastopolu (nazwa nadana w 1938 r.), Charkowie, Astrachaniu.